# Louis Horst
Louis Horst, né le 12 janvier 1884 à Kansas City dans le Missouri et mort le 23 janvier 1964 à New York, était un pianiste et un compositeur américain. Alors même qu'il n'a jamais été danseur ou chorégraphe, il a joué un rôle considérable dans l'histoire de la danse moderne. De fait, en tant que directeur musical de la compagnie de Martha Graham, il a contribué à poser les bases de la danse moderne américaine notamment en termes d'adéquation entre chorégraphies et structure musicale ainsi que d'utilisation de la musique contemporaine comme support à la danse. De surcroît, il est parmi les premiers à avoir écrit sur l'art chorégraphique, contribuant à imposer cet art comme une discipline d'étude académique.

## Biographie
Louis Horst, né le 12 janvier 1884 à Kansas City, dans une famille d'immigrés allemands. Quand la famille déménage à San Francisco, Louis prend des cours de piano et de violon. Il quitte sa famille dès l'âge de 16 ans, menant une vie de bohème et jouant dans les cinémas, les casinos et les bordels pour survivre.
En 1915, il se voit offrir un poste de directeur musical au sein de la Denishawn Company, dans laquelle son épouse Betty Horst est danseuse. Il y reste jusqu'en 1925, collaborant avec les directeurs de la compagnie, Ruth Saint Denis et Ted Shawn, et rencontrant des étudiants particulièrement illustres, tels Doris Humphrey, Charles Weidman et surtout Martha Graham. Développant une profonde amitié avec cette dernière, déjà une danseuse atypique et de grand talent, il devient ensuite son compagnon, sans toutefois divorcer de sa femme Betty Horst. Lorsque Graham quitte la Denishawn pour entamer sa propre carrière, Horst part tout d'abord compléter ses connaissances en composition musicale à Vienne avant de la rejoindre à New York.
Martha Graham crée sa compagnie, la Martha Graham Dance Company, en 1926. Louis Horst en devient le directeur musical. Fasciné par le travail de cette dernière, il décide de l'aider à développer son art en apportant une discipline et une rigueur que la fougueuse chorégraphe ne possède pas. C'est lui qui lui fait découvrir le travail de Mary Wigman et l'encourage à travailler avec des musiciens contemporains.
En 1934, déplorant l'absence de sources écrites sur la danse, il fonde la revue Dance Observer. Cette même année il est engagé comme professeur à la Bennington School of the Dance. En tant qu'enseignant, il impose l'idée que la danse doit avoir une structure et un sujet. De surcroît, le mouvement doit entretenir un dialogue avec la musique, lui répondre de manière émotionnelle.
À partir de 1938, Martha Graham ouvre sa compagnie, jusqu'ici exclusivement féminine, aux hommes. Elle intègre le danseur Erick Hawkins,avec lequel elle entame bientôt une relation amoureuse. De ce fait, les rapports entre Horst et Graham deviennent plus compliqués, jusqu'à ce que Horst quitte la compagnie en 1948, au moment où le couple se marie.
Après cela, Horst poursuit son œuvre d'enseignant, son cours de composition faisant référence en danse moderne.
Il a enseigné dans les plus prestigieuses institutions américaines consacrées à la danse et à la musique comme la Neighborhood Playhouse School of the Theater (1928-1964), le Bennington College (1934-1945), le Mills College, le Connecticut College (1948–1963), le Barnard College, le Sarah Lawrence College, l'université Columbia, et la Juilliard School (1951-1964).
Il a travaillé avec Helen Tamiris, Martha Hill, Doris Humphrey et Charles Weidman, Agnes de Mille, Ruth Page, Michio Ito, Nina Fonaroff, Adolph Bolm, Harald Kreutzberg, Pearl Lang, Jean Erdman et Anna Sokolow fut son assistante et démonstratrice.
Il a publié deux ouvrages de référence sur la danse: Pre-classic Dance Forms (1937)et Modern Dance Forms (1960).

## Principales compositions
- Japanese Spear Dance (1919), pour la Denishawn Company
- Primitive Mysteries (1931), pour la Martha Graham's Company
- Celebration (1934), pour la Martha Graham's Company
- Frontier (1935), pour la Martha Graham's Company
- El Penitente (1940), pour la Martha Graham's Company.
- Noah (1935), pour Anna Sokolow